# Los Angeles Rugby
 (juillet 2025).
Motif : Aucune source secondaire ne permet de vérifier la notoriété de ce club amateur
- Archive Wikiwix
- Bing
- Cairn
- DuckDuckGo
- E. Universalis
- Gallica
- Google
- G. Books
- G. News
- G. Scholar
- Persée
- Qwant
- (zh) Baidu
- (ru) Yandex
- (wd) trouver des œuvres sur Wikidata

| 1. | Préciser le motif de la pose du bandeau. | Précisez le motif de la pose du bandeau en utilisant la syntaxe suivante : {{admissibilité à vérifier\|date=juillet 2025\|motif=remplacez ce texte par le motif}}                      |
| 2. | Informer les utilisateurs concernés.     | Pensez à avertir le créateur de l'article, par exemple, en insérant le code ci-dessous sur sa page de discussion : {{subst:avertissement admissibilité à vérifier\|Los Angeles Rugby}} |

Maillots
Actualités
Le Los Angeles Rugby Club  est un club de rugby à XV américain créé en 1958 et évoluant en Men's D1 Club Championship.

## Palmarès
- Finaliste de la Men's D1 Club Championship en 1984.